# Linnaemya nigrohirta
Linnaemya nigrohirta är en tvåvingeart som först beskrevs av Malloch 1935.  Linnaemya nigrohirta ingår i släktet Linnaemya och familjen parasitflugor. Inga underarter finns listade i Catalogue of Life.